# Myriotrema protoalbum
Myriotrema protoalbum är en lavart som beskrevs av Hale 1981. Myriotrema protoalbum ingår i släktet Myriotrema och familjen Thelotremataceae.   Inga underarter finns listade i Catalogue of Life.